# Fouad Chafik
Fouad Chafik (ur. 16 października 1986 w Pierrelatte) – marokański piłkarz grający na pozycji prawego obrońcy. Od 2016 jest zawodnikiem klubu Dijon FCO.

## Kariera piłkarska
Swoją karierę piłkarską Chafik rozpoczął w 2004 roku w UPMF Grenoble Université. W 2007 roku został zawodnikiem szóstoligowego USM Montélimar. Grał w nim przez trzy lata. W 2010 roku przeszedł do piątoligowego AS Valence. W sezonie 2010/2011 awansował z nim z piątej do czwartej ligi. W AS Valence grał do końca sezonu 2011/2012.
W 2012 roku Chafik przeszedł do drugoligowego FC Istres. Swój debiut w Istres zanotował 27 lipca 2012 w zremisowanym 1:1 wyjazdowym spotkaniu z FC Nantes. W Istres występował przez dwa lata.
Latem 2014 roku Chafik odszedł z Istres do Stade Lavallois. Swój debiut w nim zaliczył 1 sierpnia 2014 w zremisowanym 1:1 wyjazdowym meczu z Chamois Niortais FC. W Stade Lavallois spędził dwa sezony.
W 2016 roku Chafik został zawodnikiem Dijon FCO. Zadebiutował w nim 20 sierpnia 2016 w przegranym 0:1 wyjazdowym spotkaniu z Lille OSC.
| Sezon   | Klub            | Kraj    | Rozgrywki      | Mecze | Gole |
| ------- | --------------- | ------- | -------------- | ----- | ---- |
| 2007/08 | UMS Montélimar  | Francja | DH Rhône-Alpes | ?     | ?    |
| 2008/09 | UMS Montélimar  | Francja | DH Rhône-Alpes | ?     | ?    |
| 2009/10 | UMS Montélimar  | Francja | DH Rhône-Alpes | ?     | ?    |
| 2010/11 | AS Valence      | Francja | CFA 2          | 10    | 2    |
| 2011/12 | AS Valence      | Francja | CFA            | 31    | 5    |
| 2012/13 | FC Istres       | Francja | Ligue 2        | 38    | 1    |
| 2013/14 | FC Istres       | Francja | Ligue 2        | 35    | 0    |
| 2014/15 | Stade Lavallois | Francja | Ligue 2        | 37    | 0    |
| 2015/16 | Stade Lavallois | Francja | Ligue 2        | 29    | 2    |
| 2016/17 | Dijon FCO       | Francja | Ligue 1        |       |      |

## Kariera reprezentacyjna
W reprezentacji Maroka Chafik zadebiutował 12 czerwca 2015 roku w wygranym 1:0 meczu kwalifikacji do Pucharu Narodów Afryki 2017 z Libią. W 2017 roku został powołany do kadry na Puchar Narodów Afryki 2017.